# Михайлики (Полтавский район)
Михайлики (укр. Михайлики) — село,
Калашниковский сельский совет,
Полтавский район,
Полтавская область,
Украина.
Код КОАТУУ — 5324081305. Население по переписи 2001 года составляло 125 человек.

## Географическое положение
Село Михайлики находится в 4-х км от реки Полузерье,
в 0,5 км от сёл Калашники, Малые Козубы и Твердохлебы.
По селу протекает пересыхающий ручей с запрудой.